# Cantón Olmedo (Manabí)
Olmedo es uno de los últimos cantones creados en la provincia de Manabí, al inicio fue recinto de la entonces parroquia de Santa Ana del cantón Portoviejo, al crear el cantón, Santa Ana pasó a ser parroquia Rural, hasta que el 31 de agosto de 1994 el Honorable Congreso Nacional publica en el Registro Oficial la cantonización de Olmedo.  Las fuentes de riqueza de Olmedo son la agricultura y la ganadería.  Tiene una población de 9.844 habitantes. La alcaldesa actual es Lourdes Guerrero G.
El cantón no cuenta con un sistema de carreteras y caminos, sin embargo, su gente entregada totalmente al trabajo hace de este un lugar fructífero.

## División política
El cantón Olmedo tiene dos parroquias:
- Olmedo (cabecera cantonal).
- Bellavista

## Geografía

#### Ubicación geográfica
Su ubicación geográfica se sitúa en 9’837546.05 a 9’859414.78 longitud y 577672.75 a 600335.75 latitud, referidas al meridiano de Greenwich y al paralelo cero o línea ecuatorial, respectivamente, Geográficamente la cabecera cantonal de Olmedo está ubicada a 1° 23’ 43.25” de Latitud Sur, y 80° 12’ 41.40” de longitud occidental.
Con un total de habitantes de 10.222 en 2019.
Extensión de 254 km2

## Historia

#### Orígenes y disputas territoriales
Antes de ser una parroquia, la zona que hoy conocemos como Olmedo era llamada Don Pablo y estaba ubicada en los confines de la provincia de Manabí. Esta región se encontraba en disputa territorial con el Cantón Daule y se caracterizaba por la falta de atención por parte de las autoridades. En aquellas épocas por parte del consejo de la parroquia de Santa Ana del Cantón Portoviejo apenas se nombraba un celador para la zona que en 1869 era Don Antonio Zambrano y en 1870 Don Segundo Moreira. El 23 de agosto de 1875, los vecinos pidieron que Don Pablo fuera habilitado para matanza de ganado mayor debido a las dificultades para proveerse de carne en la cercana feria de Santa Ana. Sin embargo, su solicitud fue denegada debido al temor de que la feria perdiera importancia al ser la mejor de Manabí. A pesar de esto, los habitantes de Don Pablo siguieron luchando por su autonomía.

#### Creación de la parroquia y elección de la cabecera parroquial
El 29 de septiembre de 1875, los habitantes del Puca aprovechan el cambio en el ámbito político de la provincia tras el asesinato de Gabriel García Moreno para pedir que se habilite Don Pablo para la matanza de ganado y se eleve a parroquia, tomando en cuenta su población en constante aumento, la fertilidad de la tierra y la abundancia de los bosques ricos en madera y resina. La distancia a la cabecera parroquial de Santa Ana era de un día de camino en verano e imposible de traficar en invierno debido a un carrascal inaccesible en el trayecto. Por el contrario, hacia Guayaquil se tenía la vía fluvial para vender los productos de la tierra y comprar la mercadería indispensable para la vida y subsistencia de los moradores.
En enero de 1876, en el consejo de Portoviejo mediante un oficio del 29 de noviembre del año anterior, se le ordenó desde Quito que antes de elegir la parroquia con el nombre de Olmedo, se demarquen los límites y se determine el poblado que debe convertirse en cabecera parroquial. Para cumplir esta orden, se comisionó al síndico y al concejal Don Francisco de Paula Moreira que se trasladara al Puca, fijara la demarcación correcta y determinara el poblado que serviría de cabecera parroquial.
El 18 del mismo mes (enero de 1876), los comisionados encargados de esta tarea establecieron que la cabecera parroquial sería Boca del Pescado, y fijaron los límites de la parroquia siguiendo los decretos ya establecidos por el Congreso en 1876 para el cantón Daule. Además, se utilizaron los cerros que separan las aguas que van a Manabí de las que van al cantón Daule como límites con Portoviejo, y las cabeceras de los esteros que desembocan en el río Puca como límites con San Jorge (La Unión). Este proceso de definición de límites territoriales tuvo un papel importante en la organización política y administrativa del país, y sentó las bases para la delimitación de futuras parroquias y cantones en la región.

#### Olmedo como parroquia rural
La parroquia de Olmedo fue creada el 12 de diciembre de 1878 junto al sitio Cabeza de Pescado o Boca de Pescado como su cabecera parroquial.
Olmedo durante 116 años fue una parroquia rural de Santa Ana, perteneciente al cantón Portoviejo, una vez que Santa Ana se cantonizó el 2 de agosto de 1884, Olmedo pasó a ser parroquia rural de este cantón.

#### Cantonización de Olmedo
Miércoles 31 de agosto de 1994, Olmedo se convierte en un cantón independiente, separándose así de Santa Ana tal como lo dispuso la LEY DE CREACIÓN DEL CANTÓN OLMEDO:. 
Art. 1: Créase el cantón Olmedo en la provincia de Manabí cuya cabecera cantonal será la población del mismo nombre 

## Historia Política
En la parte histórica política desde que Olmedo fue creado como Cantón el 31 de agosto del año 1994, se nombra al primer presidente de Concejo, el Sr. Félix Menéndez Delgado. Funcionando el primer cabildo de Olmedo en la parte baja de la Casa Parroquial, el Sacerdote de esa época prestó las instalaciones durante un año aproximadamente, luego se trasladaron a la casa comunal donde funcionaba la Biblioteca Municipal, Registro Civil, la Tenencia Política y el Telégrafo, siendo ubicadas cada una de estas dependencias en diferentes lugares de la ciudad. El Sr. Félix Menéndez Delgado fue el primer presidente del Concejo desde el 25 de febrero de 1995 hasta el 10 de agosto de 1996, después fue reelegido, estuvo en funciones desde el 10 de agosto de 1996 y también fue el Primer alcalde, porque hubo un cambio en la ley que los presidentes de concejo pasarían a ser alcaldes.
Para celebrar la fecha de cantonización en el mes de agosto se realizan diferentes actividades, tales como noche de tradición y cultura, juegos deportivos, juegos tradicionales y populares, festival de comidas típicas, día de reencuentro con las tradiciones, y no podía faltar la elección de la reina de nuestro cantón, y tenemos que la primera reina de Olmedo como cantón fue la señorita Maritza Zoraida Jaramillo Barberán para el periodo 1995-1996. Estas han sido las reinas hasta la actualidad.

## Grupos Étnicos
La mayoría de la población es mestiza de la zona rural, se les denomina montubios

## Artesanías
Cuenta con algunas cerrajerías, talabarterías (cuero y acero) accesorios para los aderezos de los caballos, confecciones y panaderías, también se trabaja en la madera y en menor escala con toquilla, tagua, mocora y también en barro